# Друга македонська війна
Дру́га македо́нська війна́ (200-197 до н. е.) — війна між Македонським царством і Римською республікою. Македонян очолював цар Філіпп V, римлян — Тіт Квінкцій Фламіній. На боці Риму виступили Пергам, Родос і Етолійський союз. Війна завершилася перемогою Риму, звільненням Греції від македонського панування. Вона призвела до посилення римського втручання у справи східносередземноморських держав, що поступово привело до завоювання Римом усього регіону.

## Причини війни
Після перемоги в Другій Пунічній війні 218—201 р. над Карфагеном Рим активізував свою політику на Балканах і звинуватив Македонію в порушенні договору 205 року (встановлення контактів з Карфагеном, напад на союзників Риму і ін.). Римська верхівка вважала, що найуразливішим місцем Східного Середземномор'я є Греція, але підпорядкування її Риму можна було досягнути лише в боротьбі з Філіпом. Тому римський сенат почав діяльну підготовку до війни з Македонією. Формальним приводом для початку військових дій послужило звернення Єгипту, Пергама і Родоса по допомогу до Риму, тим більше що агресивні амбіції Македонії були цілком реальними.
Після першої війни з Римом цар Македонії Філіпп V звернув свою увагу на схід. Між Македонією та державою Селевкідів  розпочався поділ сфер впливу, через що у 203 році до н. е. між Філіпом V та Антіохом ІІІ було укладено таємну угоду стосовно заморських володінь Єгипту, занепад якого спостерігався. Разом із Сирійським царством Македонія вступила у війну з Єгиптом з метою заволодіти єгипетськими провінціями: Сирія мала забрати Фінікію з Палестиною і Кіпр, а Македонія — острови на Егейському морі. Але це порушувало тодішню рівновагу серед елліністичного світу, і в обороні Єгипту виступили менші держави, як Родос, Пергамське царство, Візантія й інші. В самій Греції Філіп знайшов підмогу в Панеллінському союзі, до якого втягнув значну частину грецьких держав. У 202 році до н. ери македонський цар Філіп після походу в Малу Азію, атакував Пергам та Родос. Оцінивши ситуацію, пергамський цар Аттал І  дійшов висновку,  що без союзників протистояти Македонії  не вийде, і почав активізувати дії по створенню союзної коаліції, яка б могла протистояти Македонії. У Аттала І вийшло заручитись  підтримкою Еталії, Афін, Риму. Але Рим мав і свої проблеми: існувало чимало противників ідеї війни за межами Італії, оскільки це могло б обернутися трагічно для самої держави. Значну частину противників війни складали землевласники.Та й зрештою Друга Пунічна війна показала  небажання народу Риму проливати кров. Щоб змінити настрій народу, сенат вдався до послуг  вуличних  агітаторів та пропагандистів, котрі говорили, що македонці  збираються напасти на Італію, і щоб цього уникнути Рим мусить допомогти своїм союзникам. Окрім цього  Етолійський союз, а також Афіни не хотіли здатися під провід Македонії та звернулися за допомогою до Рима (200 p.).
Римський сенат радо прийняв цей заклик, вважаючи, що прийшов відповідний час, щоб відомстити Філіппу за те, що він розпочав війну проти Риму, коли останній був у дуже скрутному становищі. Але римський народ, перевтомлений недавньою війною з Карфагеном, неохоче поставився до плану нової війни, і треба було тільки великого натиску з боку сенаторів, щоб проголосити війну Філіппові. Сенат виставив ультиматум македонському цареві за принесені ним образи в Пергамі, та відправив на Схід послів від Риму. Рим вимагав від Філіппа, щоб він повернув Пергаму і Родосу все, що він у них захопив.  Проте Філіпп не лише не виконав вимог сенату, а й показово, на очах римських послів,  взяв штурмом Абідос. Рим, певна річ, не витерпів такої неповаги та знущання та оголосив війну Македонії.

## Початок війни
В кінці 200 р. до н. е. римські війська висадилися в Іллірії. Перші два роки війна між Римом і Македонією йшла із змінним успіхом. Філіппу вдалося зберегти в своїх руках Коринф і навіть узяти Аргос, найважливішу фортецю на Пелопонесі. І та і інша сторони впродовж всього цього часу вели, крім того, вперту дипломатичну боротьбу. Широка демагогія римлян, в якій чималу роль грало гасло «свободи» грецьких міст, вже неодноразово використовуваний еллінізмом династами в боротьбі за панування над Грецією, співчуття заможних шарів грецьких полісів римлянам, в яких вони бачили силу, здатну забезпечити в Греції більший «порядок», чим це досі удавалося Македонії, — все це сприяло тому, що римлянам удалося привабити на свою сторону спочатку Етолійський (у 199 р.), а потім і Ахайський (у 198 р.) союзи.
Римське військо переправилося через Адріатичне море й увійшло до ілліріїіської провінції Дасаретії. Філіппові сили були тут такі невеликі, що римляни без перешкоди зайняли країну й перейшли до Етолії. Грецькі міста, налякані їхнім походом, одне за другим почали відступати від Македонії.
Матеріальні запаси Македонії були виснажені, усередині країни росла опозиція проти царя, війна з Римом була непопулярна. Спроби Філіппа V укласти мир з Римом були безуспішні.

## Поразка Македонії
У 197 р. молодий римський полководець Тит Квінкцій Фламінін укладає  союзи зі  Спартою , Беотією та Фесаллією.  Тит Квінкцій Фламіній разом із грецькими союзниками повернув на північ, до Фессалії, де стояв Філіпп зі своїми військами.  Вирішальний бій пройшов під Кіноскефалами у 197 р. Фламінін  підходить до Скотусса, місцевості під назвою «Собачі голови» (Кінокефали) і знаходить там царя Філіпа. Обидва полководці виголошують промови перед своїми солдатами, перш ніж почати бій. Фламінін нагадує римлянам про славу і честь предків, а Філіп – про подвиги македонців. Між двома сторонами зав’язюється бій. Спочатку Філіпп мав перевагу: його фаланги розбили ліве крило римлян. Але пізніше римляни та їхні союзники застосовують бойових слонів та здобувають перемогу на правому крилі, після чого оточують македонську армію. Значна частина македонського війська була розбита. В подальших бойових діях не було жодного сенсу.  Філіпу залишалося тікати в Темп, а звідти до Македонії. Спочатку Рим та Македонія уклали перемир'я на чотири місяці, а згодом і мирний договір.
Тепер македонський правитель втратив свої володіння за межами Македонії, одними з умов договору  були виведення з грецьких міст усіх гарнізонів, виданням військових кораблів,  сплата тисячі талантів від військових утримань. У підпорядкуванні  Філіпа Македонського залишалося п’ять тисяч воїнів, з відсутністю бойових слонів.  В якості заручника в цьому перемир’ї видали  Сина македонського правителя,  Деметрія. Мирний договір затвердив сенат, відправивши до Греції десятьох представників для упорядкування справи по новим союзникам.  Коли римлянин зібрав представників від союзу, то етолійці вимагали, щоб  Філіп Македонський був позбавлений престолу, у відповідь на ці вимоги   проконсул сказав, що Македонія  є хорошим  оплотом проти варварів із півночі.   В тім етолійці запевняли проконсула не залишати Македонію під правлінням Філіпа , адже були впевнені, в тому, що македонський правитель так просто не змириться з поразкою.
Так, могутня монархія Македонії стала  слабкою державою, втративши величезний грецький вплив.
За умовами укладеного мирного договору Філіпп втрачав всі захоплені ним території в Малій Азії, Іллірії, Фракії, Егейському морі та Греції, його володіння обмежувалися лише територією власне Македонії. Він повинен був віддати весь флот, сплатити контрибуцію в 1 000 талантів і дати в заручники свого молодшого сина, зобов'язався скоротити армію до 5 тисяч чоловік і не воювати з союзниками Риму. Таким чином бойовий флот, з полоненими, заручниками та перебіжчиками переходить до  Риму.  Македонська армія, окрім скорочення чисельності до  п’яти тисяч військових, позбавляється ще й  важкого озброєння. Також Македонія  могла оголошувати війни, лише отримавши згоду на такі дії  від римського  сенату. Таким чином, військова міць Македонії і її вплив в Греції були підірвані, хоча, як показали наступні події, ще не зломлені до кінця.
Римляни могли цілком позбавити Філіппа престолу, але не мали достатніх сил  для того, щоб взяти під свій  контроль такі великі простори. Вони воліли залишити Македонію незалежною державою, але позбавили її провідного становища, яке вона мала дотепер. З інших земель поробили вільні, але слабосильні держави.
Пергамському царству  повернули бойових слонів, які були раніше захоплені македонцями, острови  Егіну та Родос , міста Стратонікія, Карос та Афіни, а також острови Лемнос , Імброс , Делос та Скірос. Текст документу затверджують в Римі, реалізацію його виконання доручили сенатській комісії на чолі з Фламініном та ще десятьма особами. Сенат був стурбований активністю Антіоха ІІІ, а тому бажав використати  Філіпа Македонського.

## «Звільнення» Греції
Вже в ході мирних переговорів виявилися гострі суперечності між римлянами і їх союзниками. Рим схильний був диктувати свої умови не лише переможеному Філіппу, але і своїм союзникам, без підтримки яких він навряд чи зміг би розбити македонців. Доля всіх міст, що відняли у Філіппа, вирішувалася римським сенатом і безпосередньо сенатською комісією, направленою до Греції під головуванням Тіта Фламініна. Вимоги союзників враховувалися лише в тій мірі, в якій це було вигідно римлянам.
На Істмійських іграх улітку 196 р. Фламіній урочисто проголосив «свободу» всіх еллінів. Греки прийняли цей розпорядок із незвичайним захопленням — усім здавалося, що знову повертається світла доба вільної Еллади. Але Рим ужив тут тільки свою мудру державну політику, яка містилася у словах «розділяй і пануй» (devide et impera). Греція, поділена на дрібні державки, не була вже грізна для Римської держави.
Насправді ж римляни за власним розсудом встановлювали межі грецьких держав, передаючи одні міста союзу Ахайському, інші — Етолійському, треті — царям іллірійців і їх сусідів афаманів. Лицемірно оголосивши свободу Коринфу, римляни поставили свій гарнізон в його фортеці Акрокоринфі. Вони залишили також під своєю владою важливі в стратегічному відношенні міста Деметріаду у Фессалії та Халкиду на острові Евбея. До того ж Флавіміан , не дивлячись на гарантовану свободу грекам,  залишає військові римські  гарнізони у містах Халкіда та Дімітрія.
Не створюючи офіційно особливої адміністрації для управління Грецією, Рим за допомогою сенатської комісії і послів втручався в її внутрішнє життя. Так, у Фессалії, де боротьба між аристократією і демосом була настільки запеклою, що народні і судові зібрання постійно супроводилися збройними зіткненнями, Фламінін провів вибори ради і суддів на основі цензового принципу і таким чином укріпив положення аристократії, іншими словами, перебудував Фессалійськую лігу за зразком аристократичного Ахайського союзу.
Поки йшла війна з Філіппом, римляни уклали союз з правителем Спарти Набісом, але як тільки їх положення в Греції дещо окріпло, вони зажадали від інших своїх союзників оголошення війни Набісу, знову-таки під приводом «звільнення» грецьких міст від його «тиранії». В результаті військових дій в 195 р. Набіс вимушений був відмовитися від Аргоса і інших підвладних йому міст на узбережжі Пелопоннеса і від всіх своїх володінь на Криті, обмежившись областю власне Спарти.
В результаті другої Македонської війни римляни захопили в Греції величезні багатства. Тільки під час тріумфу Фламініна демонструвалося 18270 фунтів срібла і 3714 фунтів золота в злитках, 84 тис. срібних тетрадрахм і 14514 золотих «філіппіків», величезна кількість мідних і мармурових статуй, срібних і золотих речей, вивезених з Греції. Нема сумніву, що ще більша кількість цінностей була награбована римською армією. Крім того, грецькі держави в подяку за «свободу» вимушені були відправити до Риму 114 золотих вінків і повернути куплених ними у карфагенян полонених римлян. Ахайському союзу ці дари обійшлися в 100 талантів. Як дозволяє укласти напис з міста Хиретії, римляни захоплювали у переможених не лише рухоме майно, але інколи і земельні володіння і удома, повертаючи їх потім лише за викуп.
Така «визвольна» діяльність Риму викликала незадоволеність широких верств грецького населення. Проти Риму відкрито виступали етолійці, обділені римлянами при розділі володінь Філіппа. Вельми невпевнено відчували себе проримські угрупування в Беотії. Незадоволеність це особливо яскраво виявилася, коли в ході Сирійської війни на Балканському півострові висадився зі своїм військом цар Антіох III. Тоді багато щойно «звільнених» греків перейшло на бік супротивника своїх «визволителів»